# Rotschulter-Rüsselhündchen
Das Rotschulter-Rüsselhündchen (Rhynchocyon petersi), auch Schwarzbraunes Rüsselhündchen, ist eine Säugetierart aus der Ordnung der Rüsselspringer (Macroscelidea). Es ist in einem eng begrenzten Verbreitungsgebiet an der Küste von Ostafrika und einigen vorgelagerten Inseln verbreitet und bewohnt dort Waldlandschaften der Küstenregionen und des Berglandes. Charakteristisch ist die rüsselartig verlängerte Nase sowie die kurzen Vorder- und langen Hinterbeine. Über die Lebensweise der Art liegen nur wenige Erkenntnisse vor. Sie lebt bodenbewohnend als flinker Läufer und ernährt sich überwiegend von Insekten. Die Anzahl der Nachkommen schwankt zwischen eins und drei. Die wissenschaftliche Beschreibung des Rotschulter-Rüsselhündchens erfolgte im Jahr 1880. Der Bestand wird nicht als gefährdet angesehen.

## Merkmale

### Habitus

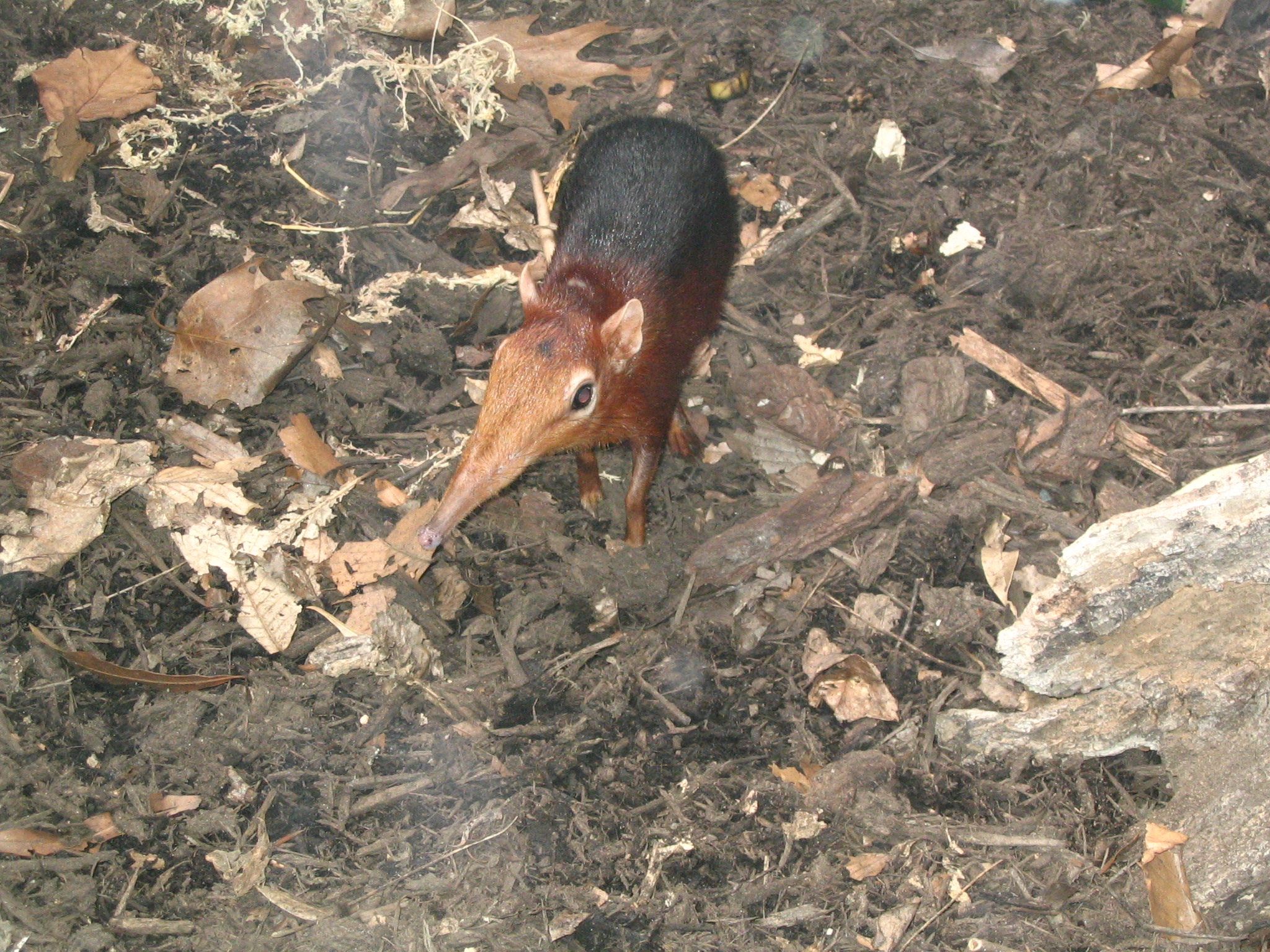
Rotschulter-Rüsselhündchen im Smithsonian Zoo

Das Rotschulter-Rüsselhündchen ist ein mittelgroßer Vertreter der Rüsselhündchen. Es erreicht eine Gesamtlänge von 49,3 bis 52,5 cm, die Kopf-Rumpf-Länge liegt bei 25,2 bis 29 cm, die Schwanzlänge bei 21,8 bis 25,2 cm. Eventuell werden Männchen etwas größer als Weibchen. Bei einigen untersuchten Museumsexemplaren besaß ein Männchen eine Körperlänge von 32,4 cm und eine Schwanzlänge von 23 cm, die entsprechenden Werte für zwei Weibchen betrugen 27 bis 27,5 cm beziehungsweise 21,3 bis 24 cm. Wie alle Rüsselspringer kennzeichnet auch das Rotschulter-Rüsselhündchen ein großer Kopf mit langer, rüsselartiger Nase und dünne Gliedmaßen mit kurzen Vorder- sowie langen Hinterbeinen. Das Fell ist glänzend, der Rücken besitzt von den Schulterblättern an bis zu den Oberschenkeln eine schwarze Färbung, die Flanken sind je nach regionaler Verbreitung rötlichbraun bis matt kastanienbraun getönt. Der Bauch erscheint stets orange bis rötlichbraun gefärbt, ebenso der Kopf, der aber an der Stirn auch leicht angegraut wirken kann. Die Ohren sind gleichfalls orange-rötlichbraun und stehen aufrecht, ihre Länge beträgt etwa 31 mm. Die Außenseiten der Beine besitzen eine orangebraune Färbung. Vorder- und Hinterfüße weisen jeweils vier Zehen mit kräftigen Krallen auf, die Länge des Hinterfußes variiert von 67 bis 83 mm. Der Schwanz ist nahezu haarlos und hellorange gefärbt. An der Spitze treten irreguläre weißliche Flecken auf.

### Schädel- und Gebissmerkmale
Der Schädel besitzt eine Länge von 67 bis 69 mm, an den Jochbögen wird er 35 bis 37 mm breit. Das Gaumenbein misst etwa 36 mm. Der Unterkiefer hat eine Länge von 52 mm. Das Gebiss besteht aus 34 bis 36 Zähnen, die Zahnformel lautet: {\displaystyle {\frac {0(1).1.4.2}{3.1.4.2}}}. Der obere Schneidezahn ist, wenn vorhanden, eher rudimentär ausgebildet. Bei Männchen kann der obere Eckzahn Längen von 2,2 bis 6,5 mm aufweisen. Die Gesamtlänge der oberen Zahnreihe beträgt 26,5 bis 28,1 mm.

## Verbreitung und Lebensraum

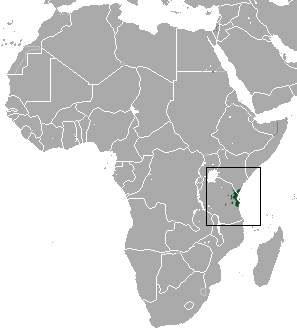
Verbreitungsgebiet des Rotschulter-Rüsselhündchens

Das Verbreitungsgebiet des Rotschulter-Rüsselhündchens umfasst eine eng begrenzte Region im östlichen Afrika. Es kommt im Küstengebiet des südöstlichen Kenia und des nordöstlichen Tansania vor, etwa von den Rabai-Bergen bei Mombasa bis nach Dar-es-Salam im Süden. Darüber hinaus ist es auch auf den vorgelagerten Inseln Sansibar und Mafia anzutreffen. Die Art bewohnt dadurch überwiegend Küstenwälder und die Wälder der Eastern Arc Mountains. Sie bevorzugt immergrüne oder teils laubabwerfende Wälder, feuchte Bergwälder und Buschlandschaften auf Korallenkalken, kommt aber auch mit kräftig überwachsenen Landwirtschaftsflächen zurecht. Das Kronendach der Wälder sollte zumeist geschlossen sein und den Boden eine dichte Blätterschicht bedecken. Ein sehr weit westliches Vorkommen wurde aus Kibaya in der nordtansanischen Region Manyara vermeldet, da es sich hier bereits um die Savannenzone handelt, stellt es wohl eine isolierte Population in Waldfragmenten dar. Allgemein gilt das Rotschulter-Rüsselhündchen als eher selten. Im 143 km² großen Chome Forest Reserve im Pare-Gebirge der Eastern Arc Mountains von Tansania wurde eine Individuendichte von 19 Tieren je Quadratkilometer ermittelt (insgesamt rund 2700 Tiere im Schutzgebiet), im Pugu Forest, ebenfalls in den Eastern Arc Mountains, dagegen betrug sie etwa 79 auf einer vergleichbar großen Fläche. Das Gesamtverbreitungsgebiet ist höchstwahrscheinlich stärker fragmentiert.

## Lebensweise

### Territorialverhalten

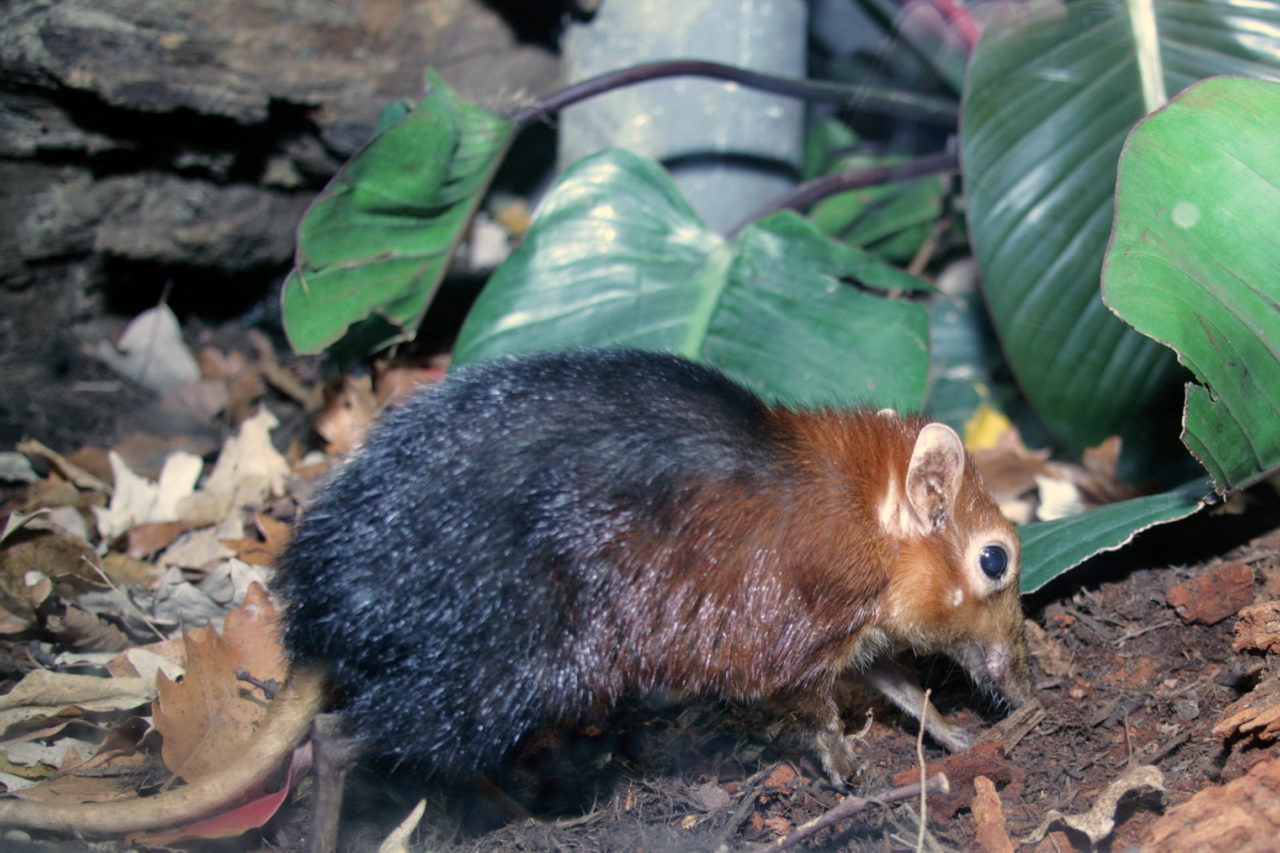
Rotschulter-Rüsselhündchen

Über die Lebensweise des Rotschulter-Rüsselhündchens liegen nur wenige Informationen vor. Es ist tagaktiv und lebt wie alle Rüsselhündchen als reiner Bodenbewohner, wo es sich vierfüßig laufend oder springend fortbewegt und dabei sehr schnell werden kann (cursorial). Dies ist vor allem bei Gefahr von Vorteil, bei der sich ein Tier schnell flüchtend ins Dickicht zurückzieht. Zudem sind die Sinne sehr hoch entwickelt. Bei Sichtungen tritt das Rotschulter-Rüsselhündchen zumeist als Einzeltier auf, es wird aber angenommen, dass Männchen und Weibchen monogame Paare bilden, wie es auch von anderen Rüsselspringern bekannt ist. Bei in Gefangenschaft lebenden Tieren zeigen ungebundene Weibchen gegenseitig größere Toleranz als ungebundene Männchen. Als Ruheplätze dienen Nester aus Pflanzenmaterial am Boden.

### Ernährung
Die Nahrung besteht überwiegend aus Insekten. Im Nkuka Forest in Tansania wurde beobachtet, dass Tiere vor allem Wanderameisen der Gattung Dorylus fraßen.

### Fortpflanzung
Die Tragzeit liegt bei etwa 40 Tagen. Die Weibchen bringen zumeist ein bis drei Jungtiere zur Welt, die mit nackter Haut und geschlossenen Augen nur wenig weit entwickelt sind. Für die ersten drei bis vier Wochen verbleiben die Jungen in einem eigenen Nest. Es ist unbekannt, ob das Vatertier an der Aufzucht oder am Nestbau beteiligt ist, direkte Interaktionen mit dem Nachwuchs während der Nestphase und später konnten bisher nicht festgestellt werden. Das Muttertier besucht die Jungen einmal täglich zum Säugen. Der Abstand zwischen zwei Geburten beträgt etwa 80 Tage, er kann sich aber auf 40 verkürzen, wenn die Jungen des vorherigen Wurfes die Geburt nicht überleben. Die Lebenserwartung in freier Wildbahn ist unbekannt, in menschlicher Obhut gehaltene Tiere wurden vier Jahre und sechs Monate alt.

### Parasiten
Als äußere Parasiten treten häufig Zecken wie Haemaphysalis, Ixodes und Rhipicephalus in Erscheinung. Des Weiteren sind Flöhe der Gattungen Ctenocephalides und Chimaeropsylla belegt.

## Systematik
Das Rotschulter-Rüsselhündchen ist eine Art aus der Gattung der Rüsselhündchen (Rhynchocyon), der insgesamt fünf  Arten angehören. Die Rüsselhündchen wiederum stellen einen Teil der Ordnung der Rüsselspringer (Macroscelidea) dar. Zu dieser Gruppe werden kleinere, endemisch in Afrika verbreitete Säugetiere gestellt. Sie umfassen insgesamt sechs Gattungen, die sich auf zwei Familien aufteilen. Die Rüsselhündchen bilden dabei die einzigen Angehörigen der Familie der Rhynchocyonidae, die somit monotypisch ist. Sie repräsentieren die größten Formen innerhalb der Rüsselspringer und sind an überwiegend bewaldete Habitate angepasst. Zu den Macroscelididae, der zweiten Familie, zählen die Elefantenspitzmäuse (Elephantulus), die Rüsselratte (Petrodromus) sowie die Gattungen Macroscelides, Galegeeska und Petrosaltator. Ihre Vertreter sind deutlich kleiner und bewohnen trockene bis teils wüstenartige Regionen. Nach molekulargenetischen Untersuchungen trennten sich die beiden Familien bereits im Unteren Oligozän vor etwa 32,8 Millionen Jahren. Eine Diversifizierung der Gattung Rhynchocyon begann im ausgehenden Mittleren Miozän vor etwa 9,7 Millionen Jahren.
Eine nahe Verwandtschaft des Rotschulter-Rüsselhündchens besteht zum Gefleckten Rüsselhündchen (Rhynchocyon cirnei). Es ist ungeklärt, ob zwischen den Verbreitungsgebieten beider Arten eine Lücke besteht oder ob es eine Hybridisierungszone gibt. Einige Autoren nehmen Letzteres an, da manche Vertreter des Rotschulter-Rüsselhündchens eine undeutliche Fleckenzeichnung auf dem Rücken aufweisen, wie sie typisch für das Gefleckte Rüsselhündchen ist. Unter dieser Voraussetzung könnte das Rotschulter-Rüsselhündchen als Tochterart des Gefleckten Rüsselhündchens angesehen werden.
Dem Rotschulter-Rüsselhündchen werden zwei Unterarten zugewiesen:
- R. p. adersi Dollman, 1912; Sansibar[21] und Mafia; Fellfärbung an Schultern, Flanken und teilweise Bauch rötlichbraun bis matt kastanienbraun, Kopf heller, aber eher rotbraun als gelblich, Füße dunkelbraun und vor allem an den hinteren mit zahlreichen schwarz gebänderten Haaren versehen, Schwanz deutlich orangebraun mit stärker im Kontrast dazu stehenden weißen Flecken
- R. p. petersi Bocage, 1880; festländisches Ostafrika; Fellfärbung an Schultern, Flanken und Bauch orangerotbraun, Schädel eher gelblich, Füße orangebraun ohne schwarz gebänderte Haare, Schwanz hellorange an der Basis und cremefarben an der Spitze mit nur geringem Kontrast zu den weißen Flecken.

Die wissenschaftliche Erstbeschreibung des Rotschulter-Rüsselhündchens erfolgte im Jahr 1880 durch José Vicente Barboza du Bocage. Für die Aufstellung der Art stand ihm ein Individuum zur Verfügung, das eine Kopf-Rumpf-Länge von 26 cm und eine Schwanzlänge von 18,5 cm aufwies. Dieses war dem Naturhistorischen Museum zu Lissabon geschenkt worden und stammte vom ostafrikanischen Festland gegenüber der Insel Sansibar, was auch als Typusgebiet gilt. Mit dem Artnamen petersi ehrte Bocage den deutschen Naturforscher Wilhelm Peters, der zuvor schon mehrere Arten an Rüsselspringern eingeführt hatte.

## Bedrohung und Schutz
Das Verbreitungsgebiet des Rotschulter-Rüsselhündchens ist stark begrenzt. Hauptbedrohungen sind der Verlust und die abnehmende Qualität des Lebensraumes infolge der Veränderungen der Landschaft durch Ackerbau, was zu einer Fragmentierung der Habitate führt. Zudem wirkt sich Holzeinschlag für Brenn- oder Baumaterial sehr negativ aus. Die IUCN stufte die Art Anfang des 21. Jahrhunderts als „gefährdet“ (vulnerable) ein. Derzeit (aktuelle Einstufung 2016) gilt sie als „nicht gefährdet“ (least concern). Teile ihres Lebensraums sind sowohl in Kenia als auch in Tansania durch Nationalparks und Naturschutzgebiete geschützt.
Anfang des 21. Jahrhunderts entstanden erfolgreiche Zuchten des Rotschulter-Rüsselhündchens in den Zoos von Philadelphia und Cincinnati, beide USA. Die Populationen dort sind aber noch relativ klein. In Europa wird die Art derzeit in mehreren Zoos gehalten, darunter in Antwerpen, Frankfurt am Main, Leipzig, Prag, Wrocław, Rotterdam und Basel.